# (212991) Garcíalorca
(212991) Garcíalorca est un astéroïde de la ceinture principale.

## Description
(212991) Garcialorca est un astéroïde de la ceinture principale. Il fut découvert le 23 février 2009 à Calar Alto par Felix Hormuth. Il présente une orbite caractérisée par un demi-grand axe de 2,25 UA, une excentricité de 0,05 et une inclinaison de 6,9° par rapport à l'écliptique.

## Compléments